# 龙潭镇 (布拖县)
龙潭镇，是中华人民共和国四川省凉山彝族自治州布拖县下辖的一个乡镇级行政单位。2021年1月12日，撤销合井乡和包谷坪乡，将原合井乡、原包谷坪乡和原罗家坪乡翻身村7组所属行政区域划归龙潭镇管辖。

## 行政区划
龙潭镇下辖以下地区：
红旗村、金江村、冯家坪村、幸福村、胜利村和岩日村。